# Llengües numic
Les llengües numic constitueixen un dels grups que formen la divisió meridional de les llengües uto-asteques, parlades a Amèrica del Nord. Inclou nombroses llengües parlades pels indígenes que habiten a la Gran Conca, el riu Colorado i el sud de les Grans Planures. La paraula numic, que dona nom a aquesta agrupació lingüística, deriva del cognat per a persona present en les llengües del grup. Per exemple, en xoixoni la paraula és neme; en timbisha és nümü; en paiute, nuwuvi; i en kawaiisu, nuwa.

## Classificació i subagrupament
Les llengües numic són agrupades en els tres vessants següents: 
- Llengües numic centrals
  - Comanxe[1]
  - Timbisha (continu dialectal les principals varietats del qual són l'occidental, central[2] i oriental).[3]
  - Xoixon[4] (continu dialectal les principals varietats del qual són l'occidental,[5] gosiute,[6] septentrional,[7] i oriental).[8]
- Llengües numic meridionals
  - Kawaiisu[9]
  - Paiute (les principals varietats del qual són el chemewevi,[10] paiute meridional[11] i ute).[12]
- Llengües numic occidentals
  - Mono (dos dialectes principals: oriental[13] i occidental).[14]
  - Paiute septentrional[15] (els dialectes del qual més coneguts són el del sud de Nevada,[16] nord de Nevada,[17] Oregon,[18] i Bannock.[19]

A part dels comantxe, cadascun d'aquests grups conté una llengua parlada en una àrea petita al sud de Sierra Nevada i a les valls de l'est (Mono, Timbisha, i Kawaiisu), i una llengua parlada en una àrea molt més gran que s'estén al nord i a l'est (Paiute del nord, xoixoni, i Ute-Paiute del sud). Alguns lingüistes han pres aquest patró com una indicació que els pobles de parla numic expandits fa molt poc d'un petit nucli, potser prop de la Vall d'Owens, en la seva àrea de distribució actual. Aquesta opinió està recolzada per estudis lexicoestadístics. La reconstrucció de l'etnobiologia proto-numic de Fowler també apunta a la regió del sud de Sierra Nevada com la pàtria del proto-numic fa aproximadament dos mil anys. Recents estudis de l'ADN mitocondrial han donat suport a aquesta hipòtesi lingüística. L'antropòleg Peter N. Jones creu que aquesta evidència pot ser de naturalesa circumstancial, però això és una opinió clarament minoritària entre els especialistes en Numic.
Els comantxe se separaren dels xoixoni tan aviat com adquiriren cavalls cap al 1705. Les llengües comantxe i xoixoni són força similars encara que certs canvis de baix nivell de consonants en el comantxe han inhibit la intel·ligibilitat mútua.

## Majors canvis sonors
El sistema de so del numic es mostra en les següents taules.

### Vocals
El Proto-Numic té un total de cinc vocals.
|         | anterior | posterior no arrodonida | posterior arrodonida |
| ------- | -------- | ----------------------- | -------------------- |
| Alta    | *i       | *ɨ                      | *u                   |
| No Alta |          | *a                      | *o                   |

### Consonants
El Proto-Numic té el següent inventari consonàntic:
|           | Bilabial | Coronal | Palatal | Velar | Labializada velar | Glotal |
| --------- | -------- | ------- | ------- | ----- | ----------------- | ------ |
| Oclusiva  | *p       | *t      |         | *k    | *kʷ               | *ʔ     |
| Africada  |          | *ts     |         |       |                   |        |
| Fricativa |          | *s      |         |       |                   | *h     |
| Nasal     | *m       | *n      |         | *ŋ    | (*ŋʷ)             |        |
| Semivocal |          |         | *j      |       | *w                |        |

Endemé de les consonants simples de dalt, el proto-numic també tenia grups nasals/africats i totes les consonants podien ser geminades llevat *s, *h, *j, id *w. Entre vocals curtes les consonants podien ser lenitives.

## Llista de cognats
| GLOSA      | Mono   | Paiute del nord | Timbisha     | Xoixoni       | Comantxe    | Kawaiisu | Paiute del sud | Proto- Numic |
| ---------- | ------ | --------------- | ------------ | ------------- | ----------- | -------- | -------------- | ------------ |
| 'caçar'    | hoa    | hoa             | hɨwa         | hɨa           | hɨa         | hɨa      | oa             | *hoa         |
| 'plorar'   | jaɣa   | jaɣa            | jaɣa         | jaɣai         | jake        | jaɣi     | jaɣa           | *jaka        |
| 'muntanya' | kaiβa  | kaiβa           |              |               |             | keeβi    | kaiβa          | *kaipa       |
| 'bison'    | kuttsu | kuttsu vaca     | kwittʃu vaca | kuittʃun vaca | kuhtsu vaca |          | kuttsu         | *kuttsu      |
| 'orella'   | nakka  | nakka nagga     | naŋga        | naŋg          | naki        | naɣaβiβi | naŋkaβɨ nakka- | *naŋka       |
| 'mesquite' |        |                 | oɸimbɨ       | oɸi           |             | oβi(m)bɨ | oppimpɨ        | *oppimpɨ     |

## Comparació lèxica
Els numerals per a diferents llengües numic són:
| GLOSA | Timbisa | Monochi   | Paiute septent. | PROTO- NUMIC  |
| ----- | ------- | --------- | --------------- | ------------- |
| '1'   | sɨmɨ    | sɨˈmɨʔɨ   | sɨmɨʔyu         | *sɨmɨʔ-       |
| '2'   | waha    | wahai     | wahaʔyu         | *waha-yu      |
| '3'   | pahi    | pahī      | pahaiʔyu        | *paha(i)-yu   |
| '4'   | wat¢ɨwi | waˈ¢ɨˈkwī | wa¢ikʷɨʔyu      | *wa¢ikʷɨ-yu   |
| '5'   | manɨki  | manɨkī    | maniɣiʔyu       | *manɨki-yu    |
| '6'   | nāpai   | nāpahī    | napahaiʔyu      | *nāpah(a)i-yu |
| '7'   | tāt¢ɨwi | tāˈ¢ɨwɨi  | ta¢ɨmɨʔyu       | *tā¢ɨwɨi-yu   |
| '8'   | wōsɨwi  | wōˈsɨwɨi  | woɡɡʷosɨɡɡʷɨʔyu | *wōsɨwɨ-yu    |
| '9'   | wanikki | qwanɨˈkī  | sɨmɨkaɾoʔyu     | *kʷanɨki-yu   |
| '10'  | sīmō    | sīwanoi   | sɨmɨmɨnoʔyu     | *sɨmɨmano-yu  |
La major part de les transcripcions anteriors es basen en l'alfabet fonètic americanista.